# Hámszövet

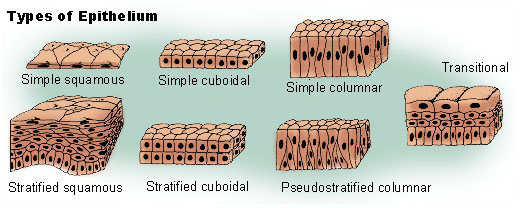
A hámszövet típusai:
simple squamous = egyrétegű laphám
simple cuboidal = egyrétegű köbhám
simple columnar = egyrétegű hengerhám
stratified squamous = többrétegű laphám
stratified cuboidal = többrétegű köbhám
pseudostartified columnar = többsejtmagsoros hengerhám
transitional = átmeneti hám

A hámszövet vagy epitélium az állati szervezet öt alapszövetének egyike a kötőszövet, izomszövet, idegszövet és támasztószövet mellett. A hámszövet a test és a belső szervek, testüregek, véredények felületein található.
Tudományos elnevezése, az epitélium a görög epi=felső és thélé=mellbimbó szavakból származik; a kifejezést eredetileg az ajak szövetének apró "bimbóira" alkalmazták.
Sejtei szorosan illeszkednek egymáshoz, így a sejtközi (intercelluláris) állományuk igen kevés vagy hiányzik. Valamennyi hámszövet alatt poliszacharidokból, speciális kollagénrostokból és proteoglikánokból álló alaphártya (membrana basalis) van. Az alaphártyához a szomszédos sejtek hemidezmoszómákkal és adhéziós molekulákkal kapcsolódnak, ami jól rögzíti őket. Az alaphártya nemcsak elválasztja a hámot az alatta lévő kötőszövettől, de rostjai össze is fűzik azzal (Bakonyi et al.). A hámszövetekben nincsenek véredények, a tápanyagokat a kötőszövet felől az alaphártyáig futó kapillárisok szállítják; utána diffúzióval jutnak tovább. A sejteket összekapcsoló struktúrák jellemzően nagy számban vannak jelen a hámszövetben.
A többrétegű hámokban a kötőszövetes alap kiemelkedései (a papillák) növelik a hám és a kötőszövet határfelületét, ami nemcsak szorosabb kapcsolódást tesz lehetővé, de a nagyobb felületen több anyag áramolhat át, rajta és több osztódóképes sejt helyezkedhet el. A hámrétegben érzőideg-végződések és idegrostok is vannak. Regenerálódó képessége a többi szöveténél jobb: nemcsak a folyamatosan elpusztuló sejteket pótolja, de a kisebb-nagyobb sérülések kijavítására is képes.
Sejtjeinek alakja szerint megkülönböztetünk laphámot, köbhámot és hengerhámot. A sejtek egy vagy több rétegben helyezkedhetnek el. Valamennyi mirigy hámsejtekből épül fel. A hámsejtek feladatai közé tartozhat a kiválasztás, felszívás, fizikai védelem, transzport vagy érzékelés.

## Fajtái szerkezeti felépítés szerint

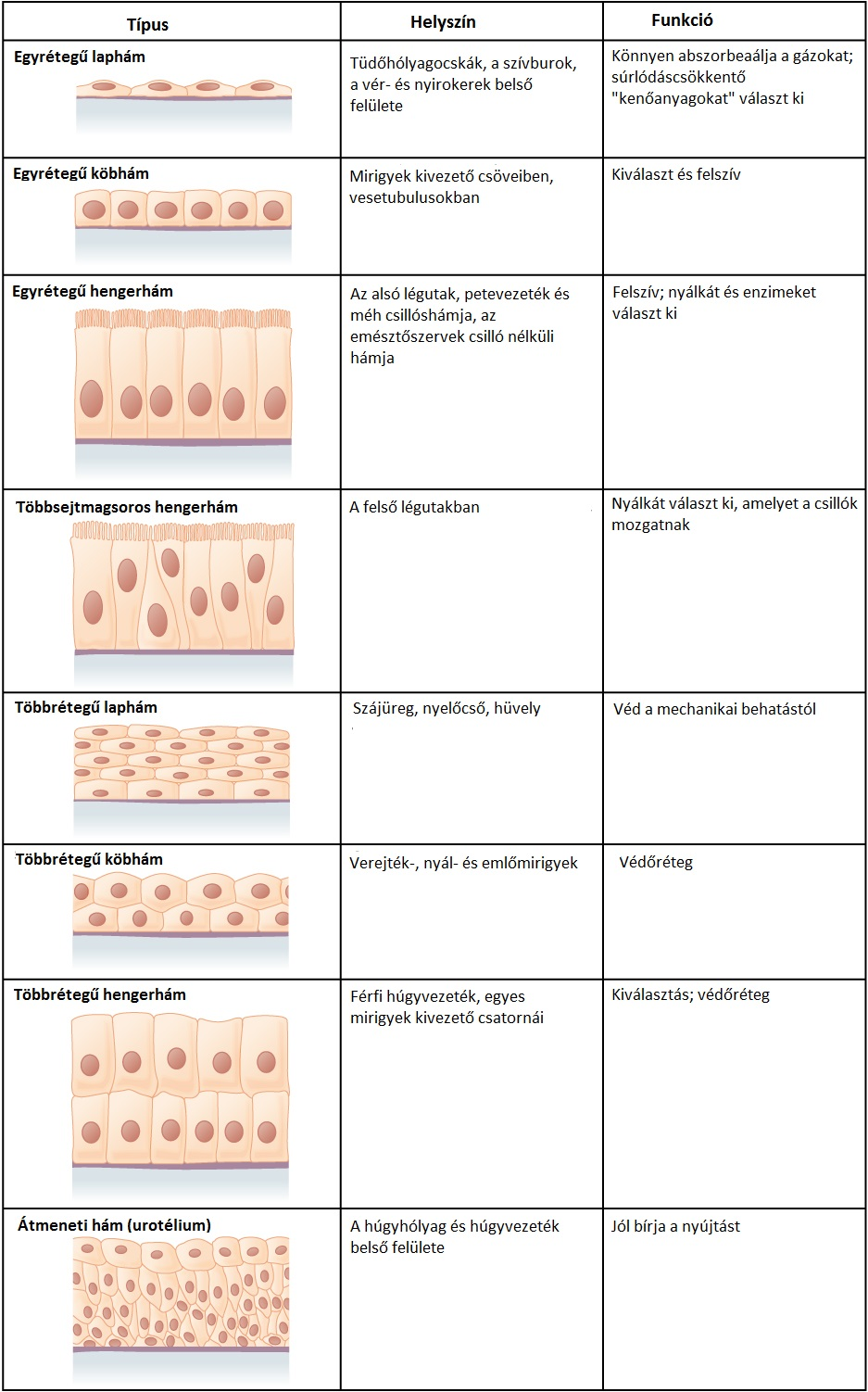
A hámszövetek típusai és azok jellemzői

A hámszövet sejtjei szorosan illeszkednek, sejtközi rés alig figyelhető meg. Az alatta lévő szövetektől általában egy sejten kívüli rostos hártya, az úgynevezett alaphártya (bazális membrán, lamina basalis) választja el. Hámszövetből épülnek fel a tüdő hólyagocskái és a vese tubulusai is . A vér- és nyirokerek belső felszínét egy speciális hámszövet, az endotélium burkolja.
A hámszövet különböző csíralemezekből származhat, így lehet:
- ektodermális (pl. epidermisz)
- endodermális (pl. a gyomor és a bélrendszer belső felülete)
- mezodermális (pl. a testüregek belső felülete).

Patológiai szempontból az erek endotéliuma és a testüregek mezotéliuma nem valódi hám, mert megbetegedve másképp viselkednek. Emiatt az endotélium és a mezotélium tumoros elváltozásait szarkómának, az epitéliumét pedig karcinómának nevezik. A mezodermális eredetű hámszövetet megtámasztó rostok is különböznek a többiektől.
Az epiteliális vagy hámszöveteket formálisan az őket felépítő sejtek alakja és az általuk alkotott rétegek száma szerint osztályozzák.

### A sejtek alakja szerint
A sejtek lehetnek laposak, köbösek (kocka alakúak) vagy hengeresek:
- a laphám sejtjeinek magassága kisebb mint a szélessége, vagyis laposak, illetve pikkelyszerűek;
- a köbhám sejtjei köbösek, szélességük és magasságuk többé-kevésbe egyező;
- a hengerhám sejtjei magasabbak, mint amilyen szélesek, vagyis henger alakúak,

Az átmeneti hám sejtjei a szövetet érő nyomástól függően változtatják alakjukat, lehetnek laposak vagy köbösek (pl a húgyhólyag felszínén).

### A rétegek száma szerint
Megkülönböztetünk egyrétegű (egyszerű) és többrétegű hámszövetet; mindkét típus állhat bármilyen fenti alakú sejtekből. A magas sejtekből álló egyszerű hengerhám a különböző síkban elhelyezkedő sejtmagok miatt szövettani metszeteken többrétegű hámmal téveszthető össze, ezért ezt álréteges vagy többmagsoros hengerhámnak nevezik.

#### Egyrétegű hám

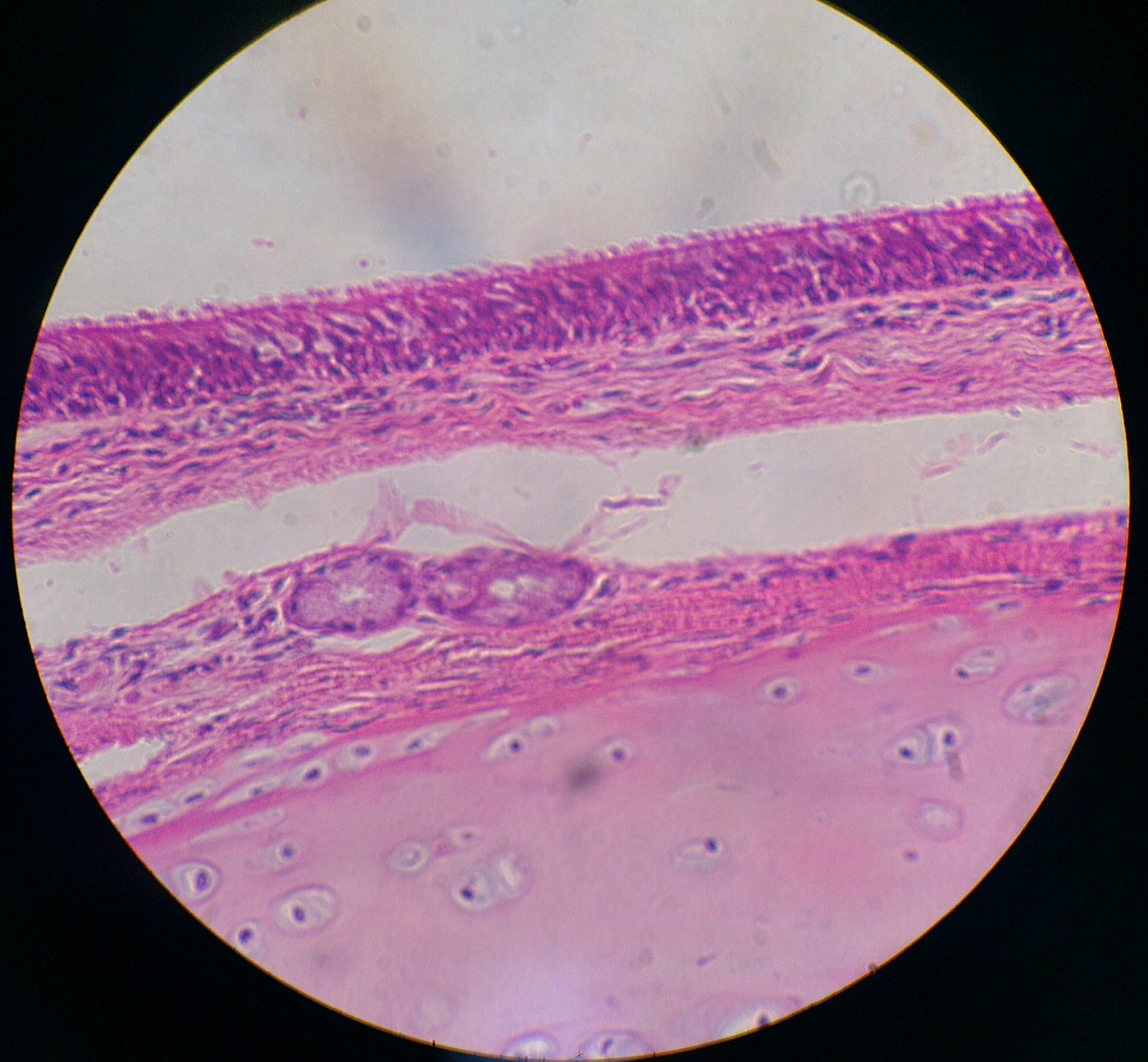
Többmagsoros csillós hengerhám

Az egyszerű hám egyetlen sejtrétegből áll, ahol minden sejt közvetlenül érintkezik az alattuk elhelyezkedő, őket a kötőszövettől elválasztó bazális membránnal (alaphártyával). A szervezeten belül olyan helyeken található, amely nincs kitéve fizikai behatásoknak és anyagok felszívása vagy szűrése történik. A vékony sejtréteg elősegíti ezeket a folyamatokat.
Az egyszerű hámszövetet sejtjei alakja szerint osztályozzák:
(1) egyrétegű laphám; gázdiffúziót végző felületeken található, mint a kapillárisfalak, tüdőhólyagocskák belseje; valamint az agyhártya agyvíz felőli felszínén, a szívburok, a mellhártya és a hashártya belső felszínén, a vesecsatornácskák Henle-kacsaiban és a nyálmirigyek kivezető csöveiben. A sejtek felülről sokszög alakúak, sejtmagjuk szintén vízszintesen lapított.
(2) egyrétegű köbhám; sejtjei kiválasztó, felszívó funkciót látnak el. A sejtmag kerek és többnyire a sejt közepén található. Ilyen található a mirigyek kivezető csöveiben, a szemlencse elülső felszínén vagy a petefészek felszínén.
(3) egyrétegű hengerhám; a sejteknek kiválasztó, felszívó vagy kiválasztó funkciója lehet. Felülről többé-kevésbé hatszög alakúak. Felső felületük lehet csillós (mint a petevezeték és a méh belső felülete), mikrobolyhos (vékony- és vastagbél felszíne, epehólyag) vagy sima (a gyomor nyálkahártyájában).
(4) egyrétegű több magsoros hengerhám; lehet csillós (légutak belső felszíne) vagy nem csillós.

#### Többrétegű hám
Többrétegű hám a mechanikai vagy kémiai hatásoknak kitett helyeken alakul ki. Felszíni rétegei rendszerint folyamatosan lekopnak és az első rétegekből pótlódnak. A felszínközeli sejtek jellemzően laposak, a bazálisak pedig egyaránt lehetnek laposak, köbösek és oszloposak.
A többrétegű hámszövetek típusai:
| Típus            | Leírás |
| ---------------- | --- |
| Elszarusodó      | A felszíni sejtrétegek elpusztulnak, elvesztik sejtmagjukat és citoplazmájukat és ellenálló keratinnal töltődnek fel. Az ilyen epitélium vízzáró. Ilyen típusú a bőr külső felszíne.                                                            |
| El nem szarusodó | Keratinréteg nélküli többrétegű laphám. A belső, erős mechanikai hatásoknak kitett felületeket (szájüreg, garat, nyelőcső alsó kétharmada, végbélnyílás, hüvely) többrétegű, el nem szarusodó laphám borítja.                                   |
| Parakeratinizált | A felső sejtrétegek keratint halmoznak fel, de megtartják erősen kondenzált sejtmagjukat. Ilyen szövet található a száj nyálkahártyájában és a nyelőcső felső régióiban.                                                                        |
| Átmeneti hám     | Átmeneti hám található a nyújtásnak rendszeresen kitett felületeken. Alapállapotban sejtjei köbösek, megnyújtva laphámszerűek. Szinte kizárólag a vesevezeték, a húgyhólyag és húgycső belső felületét burkolja, ezért urotéliumnak is nevezik. |

## Funkciója szerint

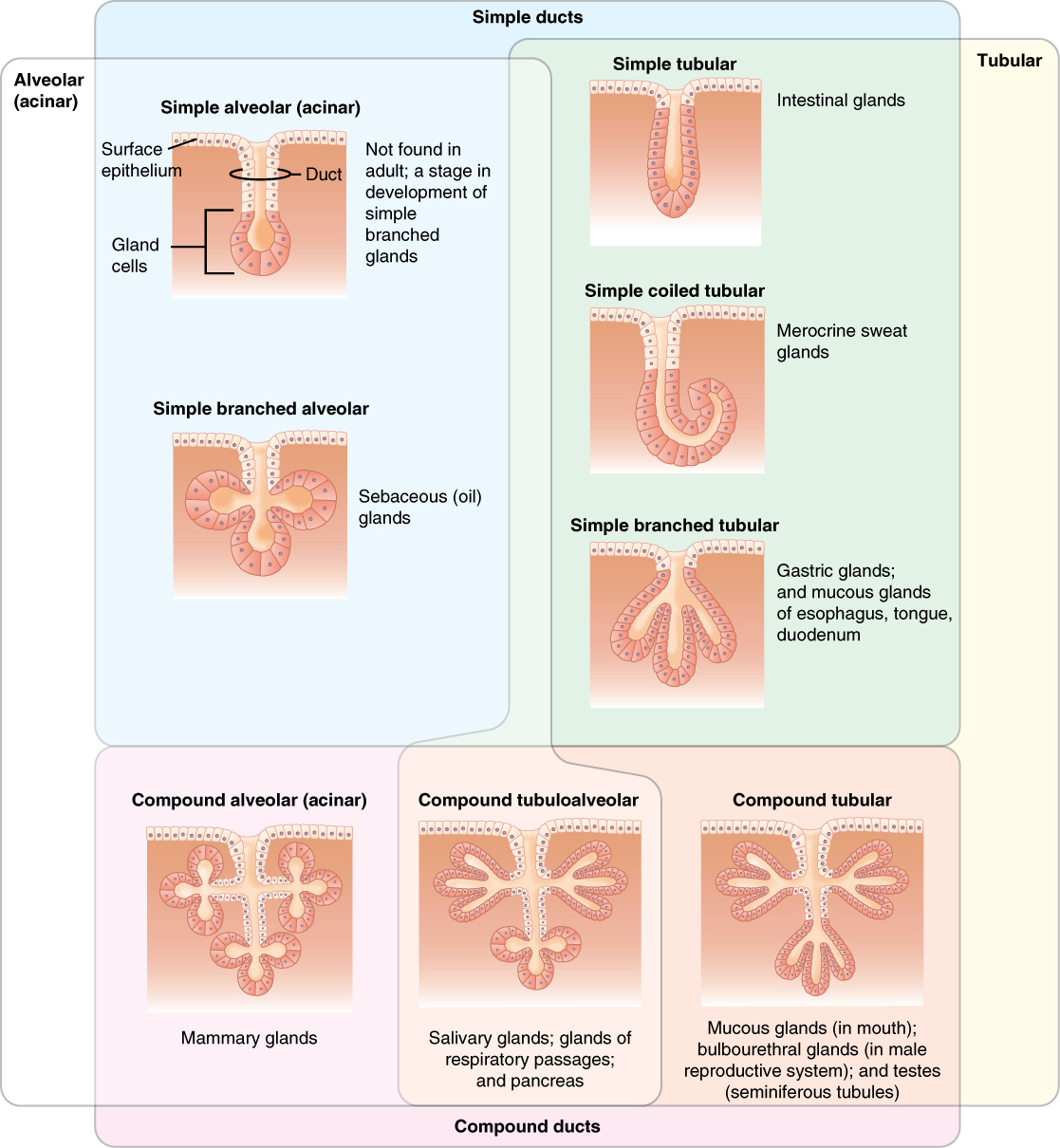
A mirigyek jellemzői

Feladataik alapján a hámszöveteket az alábbiak szerint csoportosítják:
- a fedőhám feladata, hogy az alatta fekvő szöveteket megvédje a fizikai sérülésektől, kórokozóktól, kiszáradástól, kémiai anyagoktól, káros sugárzásoktól.
- a felszívóhám különböző anyagokat szív fel a környezetből és továbbítja azt a többi szövetnek (vékony- és vastagbél belső felszíne, tüdő)
- a mirigyhám hormonokat választ ki a véráramba (endokrin mirigyek), illetve olyan verejtéket, nyálkát, enzimeket stb. termel, amelyeket vezetékek szállítanak tovább (exokrin mirigyek).
- az érzékhám az érzékszervek része (feji érzékszervek, pl. szaglás, hallószervek)
- a pigmenthám a retinában található[12]